# 静岡トヨタ自動車
静岡トヨタ自動車株式会社（しずおかトヨタじどうしゃ）は、静岡県静岡市駿河区に本社を置くトヨタ自動車のディーラー（トヨタ店）。遠州鉄道のグループ会社。

## 概要
1946年に設立。静岡県全域においてトヨタ店を運営している他、レクサス店を2店舗とトヨタレンタリースを2店舗運営している。1978年にトヨタ自動車が全株式を取得したのに伴い、40年間トヨタ直営が続いていたが、2018年に全株式が遠州鉄道へ譲渡され、遠鉄グループ入りした。
遠州鉄道は2020年1月28日に、同年5月に開始される予定であるトヨタ車全車種併売化に伴い、同年7月1日付でネッツトヨタ浜松と経営統合を行う事を発表。同年7月1日付で、静岡トヨタ自動車を存続会社とした上で、ネッツトヨタ浜松と合併。合併後の店舗数は59店舗となったが、店舗名称の変更は行わない方針。
2025年4月1日にはトヨタレンタリース浜松を合併し、トヨタレンタリース浜松の権利義務の全てを承継している。

## 沿革
- 1946年11月1日 - 設立。
- 1967年2月7日 - 子会社静岡トヨタ興産株式会社（2006年10月5日に静岡トヨタ物流サービス株式会社に商号変更）[6]。
- 1978年
  - 10月 - トヨタ自動車が全株式を取得。トヨタ自動車の直営となる。
  - 11月 - 本社を静岡市国吉田へ移転。
- 2005年8月30日 - レクサス静岡駿河・レクサス和田開業。
- 2018年
  - 6月11日 - 資本金を3億円に減資[7]。
  - 6月29日 - 株式譲渡に伴い、子会社静岡トヨタ物流サービス株式会社とともに、遠州鉄道の完全子会社となる。
- 2020年
  - 4月 - ネッツトヨタ浜松が建設を進めていた、納車前整備拠点が、当時の浜松市南区（現在の浜松市中央区）から磐田市への移転にあわせて、掛川市以東は、引き続き静岡トヨタが担当するが、袋井市以西はネッツトヨタ浜松に移管される[8]。
  - 4月1日 - 静岡トヨタ物流サービスを合併。
  - 7月1日 - 静岡トヨタ自動車を存続会社とし、ネッツトヨタ浜松と合併。但し、店舗名の変更は行わない。
- 2022年2月25日 - 資本金を1億円に減資[9]。
- 2025年4月1日 - 静岡トヨタ自動車を存続会社とし、トヨタレンタリース浜松と合併。